# گوستاو سوله
گوستاو سوله (استونیایی: Gustav Sule; ۱۰ نوامبر ۱۹۱۰ – ۳ آوریل ۱۹۴۲) پرتاب‌گر نیزه اهل استونی بود.
وی در بازی‌های المپیک تابستانی ۱۹۳۶ شرکت کرده است.